# Stammliste des Hauses Cronberg

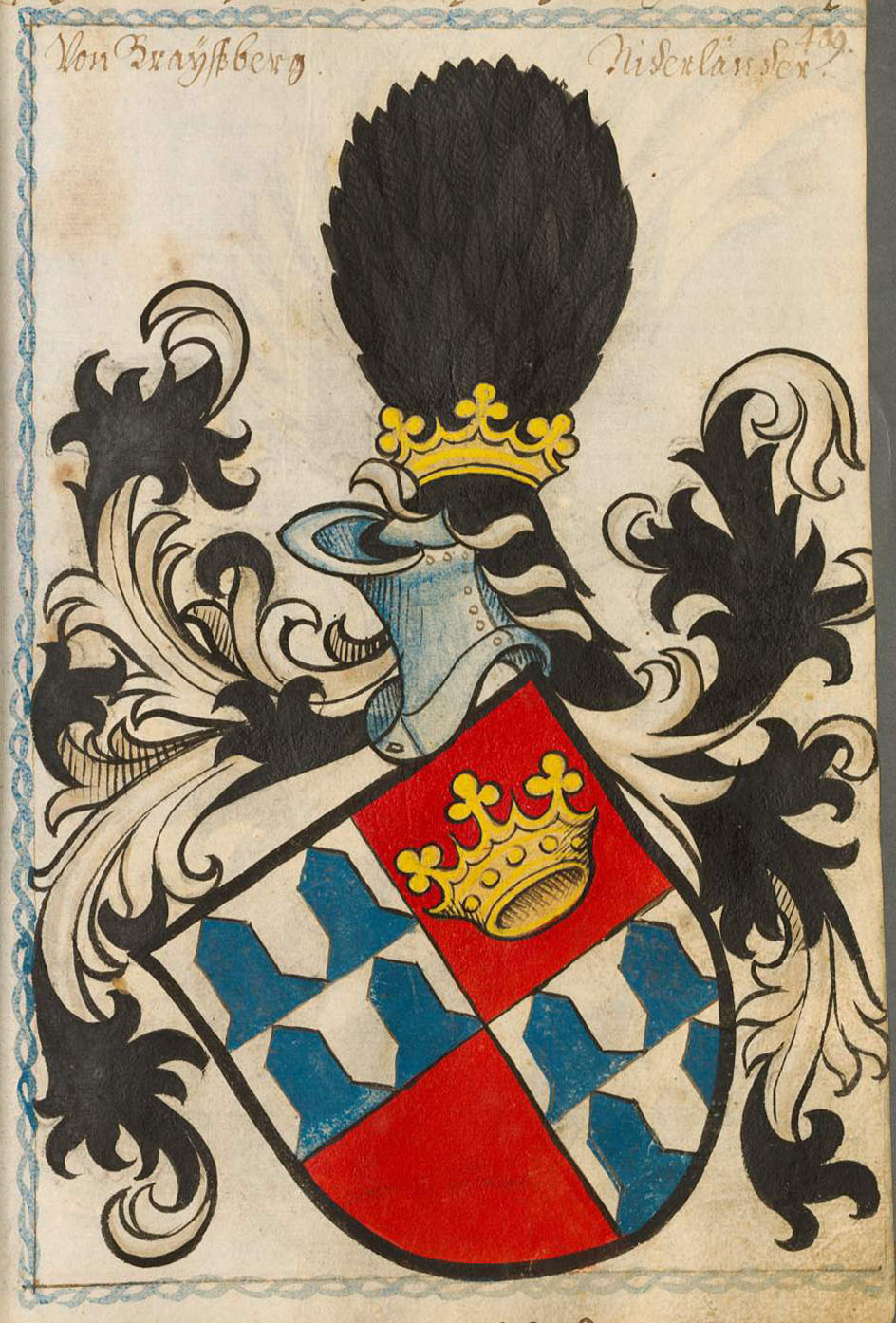
Wappen der Ritter von Cronberg im Scheiblerschen Wappenbuch

Stammliste des Hauses Cronberg aus Kronberg im Taunus mit den in der Wikipedia vertretenen Personen und wichtigen Zwischengliedern. Bei vielen Mitgliedern des Hauses Cronberg sind das Geburts- und Sterbejahr unbekannt; angeführt sind das erste und weitere Jahre, in dem die Betreffenden urkundlich erwähnt werden.

## Von Walter von Hescheburnen bis Frank VIII.
1. Walter von Hescheburnen (Eschborn) 1194
  1. Franko I. von Eschborn (1194) 1219/20, 1228
    1. Walter III. von Eschborn (?)1248/55

  2. Hartmut I. von Eschborn (1194) 1216/23
    1. Otto I. v. Eschborn od. v. Cronberg 1230–55 ⚭ Agnes (1273 Witwe)
      1. Adelheid (1273) ⚭ Hartmut von Sachsenhausen
      2. Franko IV. 1254, 1273/79 ⚭ Agnes von Vilbel
        1. Tochter ⚭ N.N. Grasloc von Dieburg
          1. Grasloc von Cronenberg 1303/1304
            1. Conrad Grasloc von Cronenberg * 1336 † 1386
              1. Heinrich Grasloc von Cronenberg 1368/72

        2. Sohn (Wilhelm?) † 2. Juli 1298 Göllheim
          1. Tochter, Nonne zu Engelthal
          2. Oswald * 1347 † vor 1353 ⚭ Grede (1374)

        3. Dietrich * 1304 † 26. Januar 1328 Gründer des Flügelstammes
        4. Johann I. * 1304 † 1326
          1. Bingel ⚭ Winrich von Langenau 1346/59

        5. Frank VI. 1304/08 † vor 1318
          1. Walter V. * 1318 † 14. Februar 1353 ⚭ (1.) Lise (von Rinberg) 1320/1335, ⚭  (2.) Elisabet von Ingelheim † 21. September 1344
            1. Johann II. 1339 † vor 1354 ⚭ Hebele, Marschall von Waldeck, Gründer des Ohrenstamms
            2. Frank VIII. 1339 † 1378 ⚭ Loretta von Reifenberg 1355 † 1367

      3. Otto II. 1273 ⚭ Agnes von Hanau(?)
        1. Otto und Walter 1278

      4. Kuno 1273–88
        1. Gertrud 1288
        2. Emercho 1278–1304

      5. Hartmut 1273 Kanonikus zu St. Stephan in Mainz
      6. Jutta † vor 1301 ⚭ Guntram III. von Ulfa († um 1306)[1]

    2. Hartmut II. von Eschborn (auch Hartmut Sule) (nennt sich ab 1235 von Cronberg) † vor 1253 ⚭ N.N. von Kranchesberg (Kransberg?)
      1. zwei namenlose Schwestern 1253 (geistlich)
      2. zwei namenlose Brüder 1253
      3. Hartmut III. 1252/55 (1287) Gründer des Kronenstamms
      4. Eberwin I. 1248 † vor 1283, Domherr zu Mainz
      5. Frank †  vor 1253, Deutschordensritter

    3. Franko II. von Eschborn 1239–48 ⚭ N.N. von Preungesheim
      1. Jutta † vor 1301 ⚭ mit Gerlach von Rohrbach
      2. Bertold 1248–1257, clericus
      3. Hartmut 1251–1273, Dtsch. Orden
      4. Frank III. 1252–1257, miles
        1. Hartmut 1273
        2. Walter IV. 1278–1305
          1. 2 Töchter Nonnen zu Engelthal
          2. Frank VII. „der Lange“, 1290 † 1318
          3. Walter (1290) 1305–1338

        3. Frank V. 1272–1305
          1. Frank 1298

    4. Walter III. von Eschborn, Domherr zu Mainz

  3. Walter II. von Eschborn (1194) 1215/1220
    1. Walter von Eschborn 1231–1252

## Kronenstamm

### Kronenstamm von Hartmut III. bis Hartmut XII.
1. Hartmut III. 1252/55 (1287)
  1. Eberwin † 13. April 1303, Bischof von Worms
  2. Hartmut IV. 1272–1287
    1. Hartmann 1318–1334 ⚭ (1.) Margarete von Heppenheim, † 4. Juli 1334; (2.) Elisabeth von Stralenberg † 5. Februar 1338
      1. Patze (Petrissa?) ⚭ Sifrid von Dienheim
      2. Frank 1356–1385
      3. Hartmann 1356–1389

    2. Hartmut V. 1300–25. Oktober 1334, 1322 Burggraf zu Starkenburg ⚭ (1.) Margarethe Holderbaumer, 1314–1330; ⚭ (2.) 21. März 1334, Else von Weinsberg † vor 1368, Tochter von Konrad V. von Weinsberg (1301–1328) und Adelheid von Hanau (1306–1325).
      1. Elisabeth 1327 † vor 1367 ⚭ Gilbrecht Lewe von Steinfurt (Löw von Steinfurth), 1333–1371
      2. Hartmut VI. 1330–24. September 1372 ⚭ (1.) Willebirg von Isenburg 1332; ⚭ (2.) Adelheid von Nassau-Beilstein
        1. (1.) Johann III. 1358–1407 ⚭ Margarete von Randeck
          1. Anna 1385 ⚭ Hans von Rosenberg, 1385–1412
          2. Hartmut VIII. 1371 † vor 1426 ⚭ Lorchen von Cronberg (Ohrenstamm) 1391–1411
            1. Margarete 1416–48 ⚭ Eberhard Rüdt von Collenberg 1413–55
            2. Erwin 1430 Domherr
            3. Gertrud † 29. Mai 1438 ⚭ 1412 Michael von Sinsheim-Schwarzenberg
            4. Lorich † 29. Mai 1438 ⚭ Sigmund von Thüngen
            5. Frank XI. 1399–1448 ⚭ Agnes von Stockheim
              1. Anna 1465 ⚭ Eberhard Wambolt von Umstadt
              2. Hartmut XI. 1452–71 ⚭ Elisabeth von Sickingen † 1479
                1. Johann VII. (IX.) † 19. April 1506 ⚭ 1476 Klara von Helmstadt, † 1525, Amtmann zu Oppenheim, Vicedom zu Aschaffenburg
                  1. Hartmut XII. 1488 † 7. August 1549 ⚭ 1511 Anna von Cronberg (Flügelstamm) nach 1495, † 14. April 1551
                  2. Johann Philipp VII., Domherr zu Mainz
                  3. Hammen (Amandus) † 1519
                  4. Katharina (geistlich), Kloster Liebenau
                  5. Klara
                  6. Walburga Loricha ⚭ 1522, Wolfgang (der Schickl) von Dalberg

                2. Apollonia † 28. Dezember 1503 ⚭ 1481, Konrad VI. von Frankenstein
                3. Elsa † 1498 ⚭ 1483, Emmerich von Reifenberg † vor 1512

              3. Walter VIII. 1434–38
              4. Johann 1452–67, Prior in Frankfurt am Main & Heidelberg

            6. Johann † 22. April 1439, Domherr zu Mainz, Kanonikus zu Aschaffenburg
            7. Hartmut X. „der Gelehrte“ 1400 † vor 1473
            8. Walter VII. 1399  † vor 1411 ⚭ Margarete von Hirschhorn

          3. Johann IV. 1396 † 1401
          4. Hartmut IX.  1396 † vor 1413 ⚭ Else

        2. (1.) Grede 1367/1372 ⚭ 1. Johann Marschall von Waldeck; ⚭ (2.) (Friedrich?) Clem von Hohenberg
        3. (2.) Elisabeth 1370 † 18. Oktober 1411 ⚭ Eberhard X. Schenk zu Erbach 1374–23. April 1425
        4. (2.) Gudula n. 1370 † n. 1414, Äbtissin im Kloster Tiefenthal

      3. (1.) Guda 1333–82 ⚭ (1.) Heinrich IV. Beyer von Boppard † 1355; ⚭ (2.) 1355 Johan Krig; ⚭ (3.) 1372 Cuno Herdan von Buches † 1383
      4. (2.) Else 1337–1351 ⚭ Werner sen. von Bellersheim, gen. von Rockenberg 1329–1354
      5. (2.) Hartmut VII. n. 1335 † vor 1370; ⚭ (1.) Kunigunde von Oberstein; ⚭ (2.) Agnes Kemmerer, gen. von Dalberg

  3. Jutta † vor 1301 ⚭ Gerlach von Rohrbach

### Kronenstamm von Hartmut XII. bis Johann Nikolaus
1. Hartmut XII. 1488 † 7. August 1549 ⚭ 1511 Anna von Cronberg (Flügelstamm) nach 1495, † 14. April 1551
  1. Philipp VIII. n 1512 † 1553 ⚭ Klara von Landsberg-Vinstingen
    1. Anna † 1627 ⚭ 25. Mai 1577 Hans von Hutten zu Stolzenberg
    2. Klara † 15. Dezember 1592 ⚭ (1.) Heinrich von Seibold; ⚭ (2.) 22. November 1581 Hans Friedrich von Mosbach zu Lindenfels
    3. Margarete † 8. Januar 1615 ⚭ 1555 Hans Heinrich von Heusenstamm
    4. Hartmut XV. † 1. Dezember 1609 ⚭ (1.) 1590 Magdalena Brendel von Homburg ⚭ (2.) Anna Kunigunde Frey von Dehrn 1590–1621/22, Vizedom von Aschaffenburg
    5. Philipp IX. † 1584
    6. Johann X. (XIII.) ⚭ Eleonore Röder von Thiersberg und Rodeck
      1. Barbara † 1621 ⚭ 17. September 1608 Hans Georg  Kemmerer von Worms, gen. von Dalberg
      2. Margarete † 18. Februar 1602 ⚭ 1600 Karl Wilhelm vom Stein zu Nassau

    7. Philipp IX. † 1584
    8. Johann X. (XIII.) Friedrich † vor 1588
      1. Amalia

  2. Hartmut XIII. vor 1517 † 3. Mai 1591 ⚭ (1.) 1539 Barbara von Sickingen † 1567; ⚭ (2.) 1570 Margarete Brendel von Homburg † 1588
    1. Anna um 1547 † 2. Mai 1549
    2. Klara Anna um 1547 † 16. Juli 1590 (oder 16. Juli 1586 in Amöneburg)  ⚭ 1574 Kaspar Magnus Schenk zu Schweinsberg (20. Feb. 1545–5. Mai 1610 in Hermannstein, dort begraben)
    3. Margarethe † 4. März 1590 ⚭ 1566 Jost Rau von Holzhausen
    4. Franz (Franziskus) n. 1545 † 22. Februar 1605 ⚭ Katharina von Hattstein, Amtmann zu Höchst
      1. Anna ⚭ 1600 Johann Heinrich von Reifenberg
      2. Maria Magdalena ⚭ 1592 Schweikart von Sickingen

    5. Hartmut XIV. n. 1550 † 21. Juni 1606 ⚭ Margarete Brendel von Homburg † 1619, Oberamtmann zu Höchst, Hofheim am Taunus, Lohr und Rieneck
    6. Johann Schweikart I. n. 1553 † 17. September 1626, Kurfürst und Erzbischof von Mainz
    7. Johann Georg II. n. 4. Februar 1561 † 9. Juli 1608 ⚭ 7. September 1587 Anna Margret von Dalberg † 1629, Oberamtmann zu Höchst und Hofheim
      1. Anna Klara † 1. April 1627 ⚭ Hans Caspar von der Hauben
      2. Anna Maria n. 17. August 1590 † 6. September 1626 ⚭ 1611, Erhard von Muggenthal
      3. Adam Philipp XI. n. 1599 † 3. August 1634 ⚭ 1625 Maria Sidonia von Daun, Gräfin von Falkenstein; 1618 in den Freiherrenstand erhoben, 1630 in den Grafenstand erhoben
        1. Kraft Adolf Otto ⚭ 1600 (1.) Maria Franziska von Oettingen-Baldern † 1683, ⚭ (2.) 2. Mai 1687 Charlotte Eleonore von Sayn-Wittgenstein; Reichsgraf, kaiserl. Rat & Kammerherr
          1. Johann Kraft n. 1653 † als Kind
          2. Isabella Maria n. 1653 † als Kind
          3. Adam n. 1653 † als Kind
          4. Adolf Wilhelm vor 1670 † 1738
→ Linie ausgestorben
          5. Eleonore vor 1680 † 1728 ⚭ 1704 Franz Niklas Freiherr von Gillern
          6. Franziska vor 1670, † n. 1728

        2. Isabella Klara Eugenia ⚭ Max Emanuel Wilhelm von Schönberg auf Wesel
        3. Magdalena Isabella ⚭ Philipp Franz von Sötern
        4. Maria Diana ⚭ (1.) Jochem Lenoncourt, Marquis de Marolles; ⚭ (2.) N.N. Graf von Boursel

  3. Walter X. (XII.) um 1519 † 14. März 1558 ⚭ Anna Riedesel von Eisenbach
    1. Walter XI. (XIII.) 1557 † 16. August 1598 ⚭ (1.) Maria von Wersebe † 1585, ⚭ (2.) Agnes Maria von Ehrenberg † 22. Dezember 1600
      1. Beate † 1610 ⚭ Damian Waldbott von Bassenheim
      2. Hermann I. n. 11. Mai 1583 † Dezember 1625 ⚭ (1.) Anna Sidonia Brömser von Rüdesheim † 4. Mai 1619; ⚭ (2.) Magdalena Spiring von Körf † 1623, kurmainzischer Amtmann zu Lohr & Dieburg
        1. Tochter N.N. ⚭ Otto Ludwig von Wachenheim
        2. Johann XI. (Walter XV.) n. 9. August 1607 †  1632
        3. Hartmut XIX. n. 1608 † 24. September 1621
        4. Anna Maria 1. Oktober 1609 ⚭ (1.) Johann Dietrich von Rosenbach, ⚭ (2.) Kraft Kuno von der Leyen
        5. Maria Margarete n. 27. Oktober 1610 ⚭ Peter Christoph von Bettendorf
        6. Melchior Herrmann II. n. 1610 † 1626 ⚭ Susanne Maria Treusch zu Buttlar
        7. Walter XIV. (XVI.) 1613 † 12. Mai 1629, Domherr zu Mainz, Kanonikus zu St. Alban
        8. Anna Loretta n. 1614
        9. Philipp XII. n. 1618 † 1640
        10. Walter XV. 1616 † 1618
        11. Anna Sidonia n. 1. August 1619 (geistlich)

    2. Hartmut XVI. † 16. Juli 1608 ⚭ 15. November 1582 Elisabeth von Mudersbach † 17. April 1611
      1. Anna Katherina † vor 1625 ⚭ Hans Ludwig von Kerpen zu Fürfeld
      2. Anna Ursula n. 16. April 1585 ⚭ 1602 Hans Philipp Boos von Waldeck
      3. Johann Hartmut XVII. † 1632 ⚭ Anna Amalia von Riedt
      4. Johann Schweikart II. † 1635 ⚭ 1625 od. 1628 Maria Agnes von Rodenstein, kurmainzischer Rat, Amtmann zu Gernsheim, Oberforstmeister zu Starkenburg
        1. Johann Nikolaus n. 1633 † 17. Juli 1704
→ Linie ausgestorben

      5. Johann Walter XII. (XIV.) n. 22. September 1587 † 14. September 1621
      6. Johann Daniel I. n. 16. April 1585 † 15. April 1621 ⚭ 1616 Maria Elisabeth von Partenstein † 1620
        1. Anna Elisabeth n. 1633 † 17. Juli 1704
        2. Johann Daniel II. 1616 † nach 1671, kurpfälzischer Hofbeamter
        3. Hartmut XVIII. 1615 (getauft am 25. März 1618) † 1685, kurpfälzischer Hofbeamter

## Flügelstamm

### Flügelstamm von Dietrich bis Wolfgang II. Heinrich
1. Dietrich (belegt ab 1304) † 26. Januar 1328
  1. Katharina 1358 ⚭ Günther von Slüchter
  2. Ulrich II. der Rote 1339–86 ⚭ Gertrud von Bellersheim, Ritter, Vizedom im Rheingau, kaiserlicher Rat
    1. Margarete (Grede) 1375–88 ⚭ Wolf von Bommersheim
    2. Johann 1378–83 (geistlich)
    3. Dietrich 1369 † 1406 Kanonikus zu Aschaffenburg
    4. Philipp II. 1369 † 1389 Amtmann zu Königstein im Taunus
    5. Frank IX. 1367 † 5. Dezember 1382 ⚭ Sophia von Reifenberg
      1. Tochter 1394 ⚭ Eckard von Elkershusen
      2. Jacob I. 1420 † 1435, Hauptmann zu Frankfurt, Amtmann zu Bonames
      3. Dietrich 1439, Kanonikus zu Aschaffenburg
      4. Frank X. 1381 †  1423 ⚭ Gertrud von Hatzfeld 1381 † 1409, Amtmann zu Hofheim
        1. Gela od. Gertrud 1398 ⚭ (1.) Rudolf von Sachsenhausen ⚭ (2.) 1411 Philipp von Frankenstein † 1433
        2. Philipp III. n. 4. September 1401 † vor 1449 ⚭ (1.) Adelheid Schenkin von Erbach ⚭ (2.) 1428 Anastasia von Westerburg † 14. August 1464
          1. Else n. 9. Mai 1420
          2. Jacob II. 1443 † 1489 ⚭ Irmel von Schlitz gen. zu Görtz
            1. Karl (II.) 1498 † 1510
            2. Jacob III. 1493 † 1558 ⚭ Apollonia Echterin von Mespelbrunn
            3. Otto IV. in Italien ermordet
            4. Quirin † 1535

          3. Philipp V. n. 25. September 1421 † 14. April 1477
          4. Frank XIII. n. 11. März 1414 † 25. Januar 1490 ⚭ Katharina von Isenburg
            1. Frank XIV. (XIII.) 1477 † 1520
              1. Eva ⚭ 1532 Wolf von Mudersbach
              2. Simon n. 1480 † 15. Juli 1540, Domscholaster zu Mainz
              3. Kaspar I. † 1521 ⚭ Katharina von Cronberg
                1. Georg I. † vor 1547 ⚭ 1539 Margret von Fleckenstein
                  1. Marta ⚭ Friedrich von Bergen, gen. Kessel
                  2. Johann Eberhard 1547 † 8. Oktober 1617 ⚭ 16. Mai 1595 Anna Riedesel zu Eisenbach † 1609, Amtmann zu Alzenau, Burggraf zu Friedberg
                    1. Margarete n. 157? † 1609 ⚭ Johann Brömser von Rüdesheim † 20. März 1622

                2. Helena † 1547
                3. Katharina 1543
                4. Kaspar II. † 1573 ⚭ Margarete von Sötern
                  1. Anna ⚭ Hans von Kerpen zu Fürfeld
                  2. Wilhelm (III.) † 26. Januar 1609, Komtur der Johanniter zu Mainz & Weisel, Großprior von Ungarn
                  3. Ulrich V. 1555 † 1611 ⚭ (1.) 1592 Anna von Dalberg, ⚭ (2.) 1605 Katharina von Karben, Deutschkomtur bis 1589, Herr zu Esch
                    1. Anna Katharina
                    2. Anna Elisabeth † 1636 ⚭ 1626 Johann Gottfried zum Jungen
                    3. Wolfgang II. Heinrich † 1614
→ Linie ausgestorben

                  4. Wolfgang I. † 1599 ⚭ Claudia von Rollingen
                  5. Johann IX. (XIII.) † 7. Juli 1563, Domherr zu Mainz

                5. Eytel † 1563, Domherr zu Trier & Speyer

        3. Philipp (III.) n. 9. März 1401 1418
        4. Philipp (IV.) n. 16. Juli 1402, Domherr zu Mainz
          1. Philipp IV. n. 22. März 1397 † 25. Dezember 1477 ⚭ Anna von Handschuhsheim, Amtmann zu Butzbach
            1. Agnes n. 12. März 1427
            2. Gertrud n. 13. Januar 1430
            3. Margarete n. 4. März 1432 ⚭ um 1430 Sifrid Schelm von Bergen
            4. Ulrich III. n. 23. März 1442 † 4. Juni 1460 ⚭ Anna Riedesel zu Eisenbach, Burggraf zu Starkenburg
            5. Johann VI. n. 3. März 1426 † 22. Oktober 1488 ⚭ (1.) 1441 Margarete (?) von Erlenbach-Willenbach, ⚭ (2.) 1447 Klara von Langenau, ⚭ (3.) 1467 Katharina von Reifenberg † 14. September 1479, Amtmann zu Oppenheim
            6. Frank n. 24. April 1426 † vor 1463
            7. Eckard n. 28. Oktober 1429, Deutschordensritter zu Weinheim
            8. Heinrich n. 4. Januar 1431
              1. Katharina * um 1465, † 22. Juli 1510, bestattet in der Kirche St. Martin in Sankt Martin in der Pfalz ⚭ 1484 Johann XXII. zu Kropsburg, * 1454, † 22. Oktober 1531, bestattet in der Kirche St. Martin in Sankt Martin in der Pfalz.[2]
              2. Walther von Cronberg (XI.) 1477 † 4. April 1543, Hochmeister des Deutschen Ordens
              3. Johann VIII. (X.) 1487 † 23. März 1505, Hochmeister des Deutschen Ordens
              4. Philipp VI. 1485 † 1510 ⚭ Katharina von Bach-Bintzburg, kurpfälzischer und Kurmainzer Marschall, Amtmann zu Oppenheim
              5. Veronica † vor 1538 ⚭ (1.) 1525 Bernhard Landschad von Steinach, ⚭ (2.) 1528 Philipp von Nippenburg
              6. Katharina † 26. März 1563 ⚭ (1.) Kaspar I. von Cronberg, ⚭ (2.) 1521 Philipp von Dalberg † 13. Januar 1533, ⚭ (3.) 1537 Friedrich von Fleckenstein † 1563
              7. Anna nach 1495 † 14. April 1551 ⚭ 1511 Hartmut XII. von Cronberg (Kronenstamm)

    6. Walter 1366, Domherr zu Mainz, Pfarrer zu Lorch
    7. Ulrich 1362 † 1403, Domherr zu Mainz

## Ohrenstamm oder Johannesstamm

### Ohrenstamm von Johann II. bis Frank XII.
1. Johann II. 1339 † vor 1354 ⚭ Hebele, Marschall von Waldeck
2. Frank VIII. 1339 † 1378 ⚭ Loretta von Reifenberg 1355 † 1367
  1. Hebele 1385–1405 ⚭ Werner Collings † vor 1405
  2. Philipp 1370
  3. Walter VI. 1367 † 17. April 1400 ⚭ (1.) Getzele von Hatzfeld 1380–1393, (2.) Elisabeth von Runkel 1397/1398 † vor 1420
    1. (1.) Lorchen 1391–1411 ⚭ Hartmut VIII. von Cronberg (Kronenstamm) 1371 † vor 1426
    2. (2.) Anna * um 1398 † 1442 ⚭ Eberhard von Eppstein-Königstein † um 1443
    3. (2.) Frank XII. gen. „der Reiche“ * um 1397 † 5. März 1461 ⚭ 1410, Katharina von Isenburg † 21. Dezember 1465
→ Linie ausgestorben
      1. Elisabeth 1429 † 15. Juli 1438 ⚭ Johann V. Graf von Solms, * 1419 † 1457

  4. Lisa * 1364 † 1410 ⚭ Johann von Waldeck, gen. Saneck
  5. Else 1360 † 1395 ⚭ (1.) 1360, Hans Rüdt von Collenberg † 1378, ⚭ (2.) 1379, Hans V. von Hirschhorn, 1368–1424